# 村岡嗣政
村岡 嗣政（むらおか つぐまさ；1972年12月7日—），是日本的政治家和總務官僚，出任第47代山口縣知事（1期）。

## 經歷
山口縣宇部市出身。山口縣立宇部高等學校、東京大學經濟學部畢業。1996年進入自治省（現・總務省）工作。廣島市財政局財政課長、高知縣總務部財政課長、2012年4月後擔任總務省自治財政局財政課財政企劃官。

### 山口縣知事
2014年1月，原先擔任知事的山本繁太郎因病辭職，隨後被自民黨和公明黨推薦稱為山口縣知事的候補人選，同年2月23日超越高邑勉、藤井直子票數當選，於是從總務省退職出任山口縣知事（山本前知事3月15日逝去）。

## 來源
1. ↑  .   [2014-02-23]. （原始内容存档于2022-02-07）.
2. ↑  . NHK. 2014-02-23  [2014-02-23].
3. ↑   (PDF). 山口県. 2014-02-25  [2014-02-25]. （原始内容 (PDF)存档于2014-02-28）.

## 連結
- 村岡嗣政官方網站